# Football Club de Nantes 2022-2023
Questa voce raccoglie le informazioni riguardanti il Football Club de Nantes nelle competizioni ufficiali della stagione 2022-2023.

## Stagione

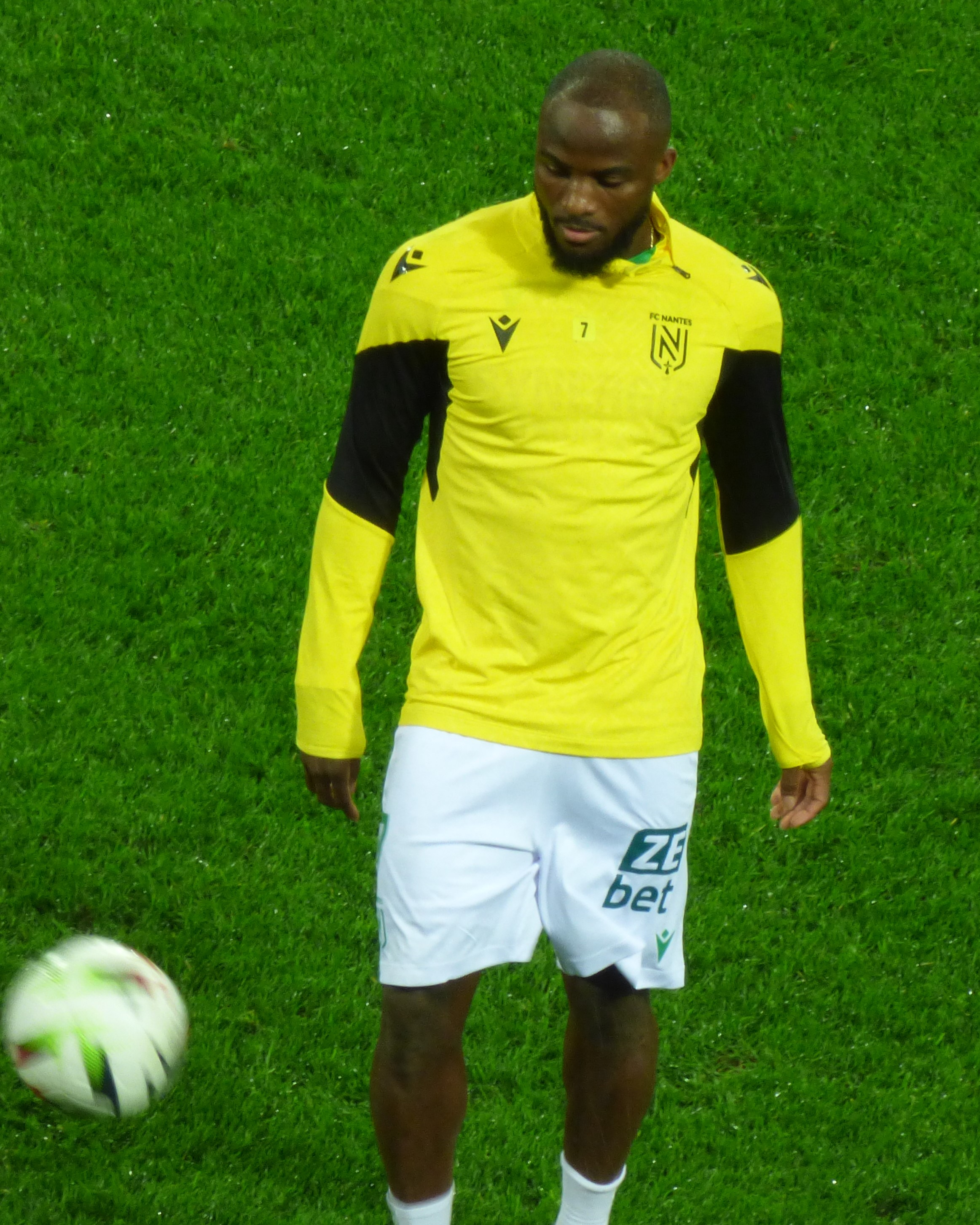
Ignatius Ganago è l'acquisto più oneroso (4,4 milioni €) della sessione estiva di calciomercato per Les Nantaise.

Grazie alla vittoria della Coppa di Francia nella stagione precedente, la stagione 2022-2023 è la prima, dopo 18 anni, in cui il club disputa una competizione europea, l'Europa League. Con il ritorno nella scena europea, la dirigenza dei canarini si muove sul mercato con acquisti in entrata per affrontare al meglio il ritorno in Europa: dal Watford arriva l'esperto Moussa Sissoko, finalista di Champions League 2018-19, dai turchi del Galatasaray l'egiziano Mostafa Mohamed, dal Nizza il giovane Evann Guessand, Ignatius Ganago dal Lens e, a finestra di mercato chiusa, Fabien Centonze dal Metz. A questi acquisti fanno fronte diverse cessioni tra cui quella di Randal Kolo Muani, proprio ai campioni in carica dell'Europa League dell'Eintracht Francoforte,  seguita da quelle di Roli Pereira de Sa, Jean-Kévin Augustin, Abdoulaye Sylla e Kalifa Coulibaly.
Nonostante l'esaltante sessione di calciomercato, l'avvio stagionale non lo è altrettanto. Dopo aver perso il 31 luglio 2022 la supercoppa francese per 4-0 contro il Paris Saint-Germain, il club bretone inizia il campionato raccogliendo solo 6 punti nelle prime sei giornate, frutto di tre pareggi (Angers, Lilla e Strasburgo), una vittoria contro il Tolosa e due sconfitte contro l'Olympique Marsiglia e il Paris Saint-Germain.
In UEFA Europa League, inserito nel girone G con Friburgo, Qarabağ e Olympiacos nei sorteggi di Nyon, la partenza è decisamente migliore con i canarini capaci di vincere all'esordio contro i greci dell'Olympiakos.
Tuttavia dopo la vittoria contro la squadra del Pireo inizia una fase di regresso, con soltanto un punto guadagnato (pareggio contro il Lens) in sette partite tra campionato ed Europa League, finendo in zona retrocessione, salvo poi uscirne a fine ottobre grazie ai risultati positivi contro Brest e Nizza. I risultati positivi si prospettano anche in Europa con le vittorie contro il Qarabağ prima e sull'Olympiacos poi all'ultima giornata della fase a gironi, che permette ai canarini di qualificarsi alla fase successiva del torneo.
Dopo aver disputato il 13 novembre, contro l'Ajaccio, l'ultima gara di campionato prima della pausa per il campionato del mondo 2022 in Qatar, nel dicembre successivo il club svolge un ritiro a Faro, in Portogallo, dopo il quale disputa una serie di amichevoli contro Digione, Laval e Lorient. Terminata la pausa e ricominciato il campionato con un pareggio ed una vittoria contro le dirette rivali per la salvezza Troyes (0-0) e Auxerre (1-0), il 7 gennaio 2023 il club comincia il proprio percorso in coppa di Francia con una vittoria ai danni dell'Virois, firmata dalle reti di Mohamed e Guessand. Otto giorni dopo les canaries concludono il girone d'andata con una vittoria per 0-3 allo stadio della Mosson contro il Montpellier, assicurandosi il 14º posto in classifica al giro di boa.
Durante la sessione invernale di calciomercato, Fábio e Dennis Appiah lasciano il club, accasandosi rispettivamente a Grêmio e Saint-Étienne; la medesima sorte tocca a Kader Bamba, il quale segue Appiah sia pur venendo ceduto in prestito. A far fronte alle cessioni vi sono gli acquisti dei giovani difensori Jaouen Hadjam e João Victor, rispettivamente da Paris FC e Benfica, e gli acquisti dei più "esperti" Florent Mollet (di ritorno in Francia dopo un semestre) e Andy Delort, da Schalke 04 e Nizza. Durante gli ultimi giorni di calciomercato vengono ceduti anche i giovani Mohamed Achi e Joe-Loïc Affamah.
Simultaneamente, con l'inizio del girone d'andata, dopo un pareggio a reti inviolate contro il Clermont Foot, il 1º febbraio 2023 il Nantes cade in casa contro l'Olympique Marsiglia, fermando a 711 minuti il proprio record di inviolabità in campionato (serie cominciata il 28 dicembre contro il Troyes) e a 9 le partite concluse con un risultato utile tra tutte le competizioni (serie cominciata il 3 novembre contro l'Olympiacos). Nello stesso mese, il club vede il proprio cammino in Europa League interrompersi per mano della Juventus: dopo aver ottenuto un pareggio all'andata allo Juventus Stadium grazie ad una rete di Ludovic Blas, i canarini perdono la gara di ritorno a Nantes per 0-3, con il bianconero Di María autore di una tripletta.

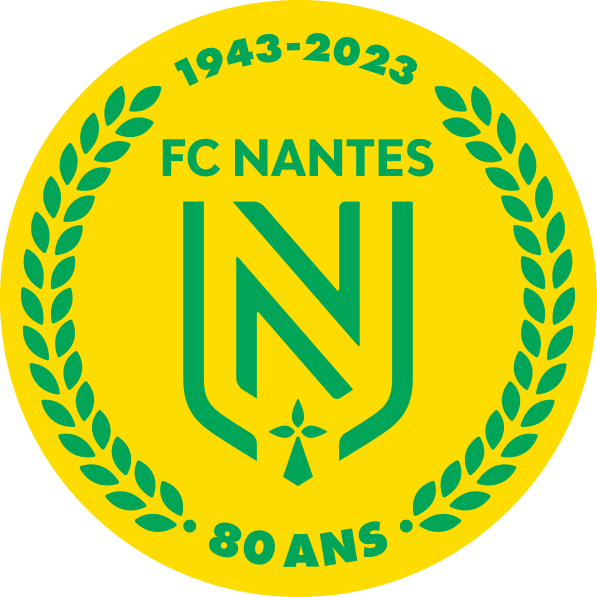
Il logo utilizzato nel finale di stagione, in occasione dell'ottantesimo anniversario del club.

Con l'eliminazione dalle coppe europee i canarini incappano in una serie di risultati negativi, perdendo le successive tre gare di campionato contro Lens, Rennes e Paris Saint-Germain, e vincendo soltanto una gara in coppa nazionale contro il Lens, guadagnando l'accesso alla terza semifinale in cinque anni. Quest'ultima competizione è l'unica in cui i canarini riescono a fornire buone prestazioni: tra fine marzo e inizio aprile in campionato il club vede i punti di vantaggio sulle squadre in zona retrocessione diminuire notevolmente, mentre in coppa nazionale conquistano la seconda finale consecutiva dopo aver battuto il Lione in semifinale.
Il 29 aprile successivo, i canarini vengono battuti dal Tolosa con un sonoro 1-5 nella finale di coppa di Francia giocata a Saint-Denis.
Pochi giorni dopo la sconfitta in finale di coppa, sulla falsa riga delle precedenti gare di campionato, i canarini incassano l'ennesima battuta d'arresto, stavolta per mano del Brest, che li porta al diciassettesimo posto in classifica e quindi in piena zona retrocessione.
Tutti questi risultati negativi portano a un cambio nelle gerarchie del club: Antoine Kombouaré risolve il contratto e viene rimpiazzato dal tecnico dell'Under-19 Pierre Aristouy, il quale porta come vice Oswaldo Vizcarrondo.
Neanche sotto la guida di Aristouy la situazione sembra migliorare: con soltanto un punto conseguito nelle successive tre gare, i canarini si ritrovano a due distanze dal sedicesimo posto occupato dall'Auxerre. La prima vittoria arriva soltanto all'ultima giornata contro l'Angers e, grazie ad essa, i canarini non solo tornano alla vittoria in campionato dopo 14 giornate, ma conquistano anche la salvezza, merito anche della contemporanea sconfitta dell'Auxerre contro il Lens.

## Divise e sponsor
Lo sponsor tecnico per la stagione 2022-2023 è Macron, mentre per campionato, coppa nazionale ed UEFA Europa League ci sono tre sponsor ufficiali diversi: Synergie in Ligue 1 - al nono anno consecutivo -, Betclic in coppa e Groupe AFD in Europa. Sono poi presenti come sponsor "frontale" Proginov, come sleeve sponsor LNA Santé e come shorts sponsor ZEbet.
La maglia di casa, simile a quella della stagione 1988-1989, è gialla con il girocollo e i bordi delle maniche bianco-verdi, in essa sono presenti anche dei motivi floreali e otto stelle ricamate nel girocollo. I pantaloncini sono completamente gialli; mentre i calzettoni sono gialli con un paio di strisce bianco-verdi.
La maglia in trasferta si presenta completamente verde, con una texture al suo interno di altre tonalità verdi con il girocollo e le maniche gialle, a rappresentare i colori della squadra. Anche in questa divisa sono presente le otto stelle ricamate sul girocollo.
La terza divisa, presentata il 30 agosto 2022, ha una texture formata da varie fasce nere striate, il girocollo a V con strisce gialle e infine le otto stelle ricamate sul retro del girocollo come nelle prime due maglie.

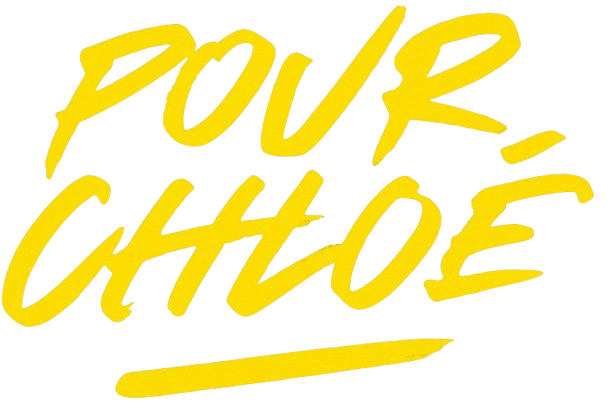
La scritta utilizzata nella maglia commemorativa della scomparsa di Chloé Ganago, indossata durante la 24ª giornata di campionato.

In occasione della 15ª giornata di campionato contro l'Ajaccio, il club è sceso in campo con una maglia speciale contenente il Bleuet de France, in segno di solidarietà per veterani, vittime di guerra, vedove e orfani, come già accaduto nella stagione 2019-2020. In occasione della 24ª giornata il club, assieme al Lens, è sceso in campo con una versione speciale della seconda maglia con su scritta la dicitura Pour Chloé, in memoria della figlia del calciatore canarino Ignatius Ganago, deceduta il 14 febbraio 2023. Al termine della gara, tra le due compagini le maglie sono state messe all'asta e il ricavo (13 221 €) è stato devoluto all'organizzazione Medici senza frontiere.
Una terza maglia speciale è stata indossata a partire dalla 32ª giornata di campionato contro il Troyes, quando il Nantes è sceso in campo con una maglia celebrativa l'ottantesimo anniversario (1943-2023), caratterizzata da maniche e colletto verdi, tinta gialla con delle fini righe orizzontali verdi e una versione rivisitata dello stemma, simile a quello utilizzato per il 70º anniversario nel 2013.
| Casa | Casa 15ª giornata | Trasferta | Terza Divisa | 80º anniversario |

Per i portieri vi sono tre maglie: blu, arancione e bianco.
| 1ª div. portieri | 2ª div. portieri | 3ª div. portieri |

## Organigramma societario
Organigramma societario tratto dal sito ufficiale.
Area direttiva
- Presidente: Waldemar Kita
- Coordinatore sportivo: Phillipe Mao
- Direttore del settore giovanile: Samuel Fenillat
- Team manager: Tom Lahaye

Area tecnica
- Allenatore: Antoine Kombouaré,[82] poi Pierre Aristouy[82]
- Allenatore in seconda: Yves Bertucci,[82] poi Oswaldo Vizcarrondo[82]
- Preparatori dei portieri: Willy Grondin
- Preparatori atletici: William Marie, Michel Dufour, Toru Ota[82]; poi Julien Le Pape e Teddy Pellerin[82]

Area medica
- Medico sociale: Isabelle Salaün
- Fisioterapista: Nicolas-Pierre Bernot, Jean-Phillipe Cadu, Phillipe Chantebel, Adrien Verger
- Osteopata: Julien Mointeillet

Area video
- Analista: Robin Freneau

## Rosa
Aggiornata al 21 maggio 2023.
| N. |                         | Ruolo | Calciatore               |
| -- | ----------------------- | ----- | ------------------------ |
| 1  | Francia (bandiera)      | P     | Alban Lafont (capitano)  |
| 2  | Brasile (bandiera)      | D     | Fábio                    |
| 3  | Brasile (bandiera)      | C     | Andrei Girotto           |
| 4  | Francia (bandiera)      | D     | Nicolas Pallois          |
| 5  | Spagna (bandiera)       | C     | Pedro Chirivella         |
| 7  | Francia (bandiera)      | A     | Evann Guessand           |
| 8  | RD del Congo (bandiera) | C     | Samuel Moutoussamy       |
| 10 | Francia (bandiera)      | C     | Ludovic Blas             |
| 11 | Francia (bandiera)      | D     | Marcus Coco              |
| 12 | Francia (bandiera)      | D     | Dennis Appiah            |
| 14 | Camerun (bandiera)      | A     | Ignatius Ganago          |
| 16 | Francia (bandiera)      | P     | Rémy Descamps            |
| 17 | Francia (bandiera)      | C     | Moussa Sissoko           |
| 18 | Francia (bandiera)      | C     | Samuel Yépié Yépié       |
| 19 | Francia (bandiera)      | C     | Mohamed Achi             |
| 20 | Francia (bandiera)      | C     | Lohann Doucet            |
| 21 | Camerun (bandiera)      | D     | Jean-Charles Castelletto |
| 22 | Armenia (bandiera)      | C     | Goṙ Manvelyan            |
| 23 | Francia (bandiera)      | D     | Robin Voisine            |
| 24 | Francia (bandiera)      | D     | Sébastien Corchia        |
| 25 | Francia (bandiera)      | C     | Florent Mollet           |

| N. |                               | Ruolo | Calciatore            |
| -- | ----------------------------- | ----- | --------------------- |
| 26 | Francia (bandiera)            | D     | Jaouen Hadjam         |
| 27 | Nigeria (bandiera)            | A     | Moses Simon           |
| 28 | Francia (bandiera)            | D     | Fabien Centonze       |
| 29 | Francia (bandiera)            | D     | Quentin Merlin        |
| 30 | Serbia (bandiera)             | P     | Denis Petrić          |
| 31 | Egitto (bandiera)             | A     | Mostafa Mohamed       |
| 33 | Francia (bandiera)            | A     | Stredair Appuah       |
| 38 | Portogallo (bandiera)         | D     | João Victor           |
| 44 | Francia (bandiera)            | D     | Nathan Zézé           |
| 47 | Guinea Equatoriale (bandiera) | C     | Santiago Eneme Bocari |
| 53 | Francia (bandiera)            | A     | Bridge Ndilu          |
| 55 | Francia (bandiera)            | C     | Kader Bamba           |
| 61 | Francia (bandiera)            | A     | Joe-Loic Affamah      |
| 63 | Costa d'Avorio (bandiera)     | D     | Junior Diaz           |
| 83 | Francia (bandiera)            | D     | Mathieu Acapandié     |
| 93 | Mali (bandiera)               | D     | Charles Traoré        |
| 99 | Algeria (bandiera)            | A     | Andy Delort           |

## Calciomercato

### Sessione estiva(dal 1º luglio al 31 agosto)
| Acquisti         | Acquisti        | Acquisti       | Acquisti                                      |
| R.               | Nome            | da             | Modalità                                      |
| ---------------- | --------------- | -------------- | --------------------------------------------- |
| C                | Moussa Sissoko  | Watford        | definitivo (2 milioni €)                      |
| A                | Mostafa Mohamed | Galatasaray    | prestito con diritto di riscatto (250 mila €) |
| A                | Ignatius Ganago | Lens           | definitivo (4,4 milioni €)                    |
| A                | Evann Guessand  | Nizza          | prestito                                      |
| Altre operazioni |                 |                |                                               |
| R.               | Nome            | da             | Modalità                                      |
| C                | Kader Bamba     | Amiens         | fine prestito                                 |
| A                | Bridge Ndilu    | Quevilly-Rouen | fine prestito                                 |

| Cessioni         | Cessioni            | Cessioni              | Cessioni      |
| R.               | Nome                | a                     | Modalità      |
| ---------------- | ------------------- | --------------------- | ------------- |
| D                | Abdoulaye Sylla     | Seraing               | definitivo    |
| D                | Yannis M'Bemba      | Le Puy                | prestito      |
| C                | Abou Ba             | Seraing               | prestito      |
| C                | Roli Pereira de Sa  | Sochaux               | definitivo    |
| A                | Randal Kolo Muani   | Eintracht Francoforte | definitivo    |
| A                | Jean-Kévin Augustin | Basilea               | definitivo    |
| A                | Kalifa Coulibaly    |                       | svincolato    |
| Altre operazioni |                     |                       |               |
| R.               | Nome                | a                     | Modalità      |
| C                | Osman Bukari        | Gent                  | fine prestito |
| C                | Wylan Cyprien       | Parma                 | fine prestito |
| A                | Willem Geubbels     | Monaco                | fine prestito |

### Operazioni esterne alla sessione estiva
| Acquisti | Acquisti        | Acquisti | Acquisti                 |
| R.       | Nome            | da       | Modalità                 |
| -------- | --------------- | -------- | ------------------------ |
| D        | Fabien Centonze | Metz     | definitivo (4 milioni €) |

| Cessioni | Cessioni     | Cessioni  | Cessioni |
| R.       | Nome         | a         | Modalità |
| -------- | ------------ | --------- | -------- |
| A        | Bridge Ndilu | SO Cholet | prestito |

### Sessione invernale(dal 1º gennaio al 31 gennaio)
| Acquisti | Acquisti       | Acquisti   | Acquisti                         |
| R.       | Nome           | da         | Modalità                         |
| -------- | -------------- | ---------- | -------------------------------- |
| D        | Jaouen Hadjam  | Paris FC   | definitivo (300 mila €)          |
| D        | João Victor    | Benfica    | prestito                         |
| C        | Florent Mollet | Schalke 04 | definitivo (1,5 milioni €)       |
| A        | Andy Delort    | Nizza      | prestito con diritto di riscatto |

| Cessioni | Cessioni         | Cessioni          | Cessioni   |
| R.       | Nome             | a                 | Modalità   |
| -------- | ---------------- | ----------------- | ---------- |
| D        | Dennis Appiah    | Saint-Étienne     | definitivo |
| D        | Fábio            | Grêmio            | definitivo |
| C        | Kader Bamba      | Saint-Étienne     | prestito   |
| C        | Mohamed Achi     | Paris 13 Atletico | prestito   |
| A        | Joe-Loïc Affamah | Torreense         | prestito   |

## Risultati

### Ligue 1

#### Girone di andata
| Angers 6 agosto 2022, ore 15:00 CEST 1ª giornata | Angers        | 0 – 0 referto | Nantes | Stadio Raymond Kopa (15 700 spett.)\| Arbitro: \| Hakim El Hadj[154] \| |
| Arbitro:                                         | Hakim El Hadj |               |        |                                                                         |

| Arbitro: | Bastien Dechepy |

|           |           |             |
| Simon 27’ | Marcatori | 76’ Ismaily |

| Arbitro: | Jérémie Pignard |

|                               |           |                 |
| Mbemba 70’ Pallois 82’ (aut.) | Marcatori | 76’ (rig.) Blas |

| Arbitro: | Mathieu Vernice |

|                                    |           |               |
| Guessand 50’ Mohamed 55’ Simon 61’ | Marcatori | 15’ Aboukhlal |

| Arbitro: | Clément Turpin |

|            |           |             |
| Diallo 28’ | Marcatori | 85’ Mohamed |

| Arbitro: | Pierre Gaillouste |

|  |           |                                 |
|  | Marcatori | 18’, 54’ Mbappé 68’ Nuno Mendes |

| Arbitro: | Johan Hamel |

|                                    |           |                      |
| Ouattara 19’ Cathline 60’ Koné 73’ | Marcatori | 14’ Ganago 85’ Simon |

| Nantes 18 settembre 2022, ore 17:05 CEST 8ª giornata | Nantes        | 0 – 0 referto | Lens | Stadio della Beaujoire (28 854 spett.)\| Arbitro: \| Willy Delajod[169] \| |
| Arbitro:                                             | Willy Delajod |               |      |                                                                            |

| Arbitro: | Thomas Léonard |

|                                          |           |                          |
| Embolo 1’ Ben Yedder 5’, 27’, 61’ (rig.) | Marcatori | 79’ (aut.) Caio Henrique |

| Arbitro: | Florent Batta |

|                                 |           |  |
| Gouiri 28’ Terrier 80’ Doué 84’ | Marcatori |  |

| Arbitro: | Marc Bollengier |

|                                                     |           |            |
| Simon 35’ (rig.) Ganago 36’ Sissoko 71’ Mohamed 88’ | Marcatori | 18’ Fadiga |

| Arbitro: | François Letexier |

|                   |           |            |
| Pépé 90+7’ (rig.) | Marcatori | 49’ Ganago |

| Arbitro: | Benoît Bastien |

|             |           |          |
| Mohamed 73’ | Marcatori | 54’ Neto |

| Arbitro: | Ruddy Buquet |

|                    |           |  |
| Balogun 83’ (rig.) | Marcatori |  |

| Arbitro: | Jérémie Pignard |

|                    |           |                                |
| Blas 70’ Simon 89’ | Marcatori | 57’ (rig.) Belaïli 66’ Hamouma |

| Troyes 28 dicembre 2022, ore 15:00 CEST 16ª giornata | Troyes             | 0 – 0 referto | Nantes | Stade de l'Aube (9 043 spett.)\| Arbitro: \| Stéphanie Frappart[185] \| |
| Arbitro:                                             | Stéphanie Frappart |               |        |                                                                         |

| Arbitro: | Benoît Bastien |

|          |           |  |
| Coco 74’ | Marcatori |  |

| Nantes 11 gennaio 2023, ore 19:00 CEST 18ª giornata | Nantes          | 0 – 0 referto | Olympique Lione | Stadio della Beaujoire (27 657 spett.)\| Arbitro: \| Marc Bollengier[189] \| |
| Arbitro:                                            | Marc Bollengier |               |                 |                                                                              |

| Arbitro: | Thomas Léonard |

|  |           |                                     |
|  | Marcatori | 45+13’ Girotto 81’ Mohamed 84’ Blas |

#### Girone di ritorno
| Clermont-Ferrand 29 gennaio 2023, ore 15:00 CEST 20ª giornata | Clermont Foot | 0 – 0 referto | Nantes | Stade Gabriel Montpied (11 015 spett.)\| Arbitro: \| Florent Batta[193] \| |
| Arbitro:                                                      | Florent Batta |               |        |                                                                            |

| Arbitro: | Willy Delajod |

|  |           |                                     |
|  | Marcatori | 57’ (aut.) João Victor 90+3’ Ounahi |

| Arbitro: | Ruddy Buquet |

|  |           |                              |
|  | Marcatori | 64’ Guessand 89’ (rig.) Blas |

| Arbitro: | Mathieu Vernice |

|          |           |  |
| Blas 66’ | Marcatori |  |

| Arbitro: | Pierre Gaillouste |

|                                             |           |            |
| Machado 34’ Thomasson 36’ Traoré 74’ (aut.) | Marcatori | 40’ Mollet |

| Arbitro: | Jérémie Pignard |

|  |           |          |
|  | Marcatori | 19’ Doku |

| Arbitro: | Jérémy Stinat |

|                                                      |           |                     |
| Messi 12’ Hadjam 17’ (aut.) Pereira 60’ Mbappé 90+2’ | Marcatori | 31’ Blas 38’ Ganago |

| Arbitro: | Willy Delajod |

|                         |           |                           |
| Sissoko 31’ Mohamed 88’ | Marcatori | 5’ Moffi 71’ Ndayishimiye |

| Arbitro: | Benoît Millot |

|               |           |                  |
| Lacazette 24’ | Marcatori | 2’ (aut.) Lukeba |

| Arbitro: | Marc Bollengier |

|  |           |                            |
|  | Marcatori | 38’, 39’ Flips 58’ Munetsi |

| Arbitro: | Clément Turpin |

|                      |           |                       |
| Mohamed 65’ Blas 78’ | Marcatori | 21’ Disasi 30’ Matazo |

| Arbitro: | Eric Wattellier |

|                                   |           |             |
| Jubal 5’ (rig.) Nuno da Costa 43’ | Marcatori | 55’ Mohamed |

| Arbitro: | Jérémie Pignard |

|                            |           |                                |
| Pallois 25’ Guessand 90+6’ | Marcatori | 64’ (rig.) Baldé 90+2’ Odobert |

| Arbitro: | Willy Delajod |

|                                 |           |  |
| Le Douaron 18’ Pereira Lage 35’ | Marcatori |  |

| Arbitro: | Benoît Bastien |

|  |           |                              |
|  | Marcatori | 27’ (rig.) Diallo 47’ Diarra |

| Tolosa 14 maggio 2023, ore 16:30 CEST 35ª giornata | Tolosa         | 0 – 0 referto | Nantes | Stadium (27 033 spett.)\| Arbitro: \| Jérôme Brisard[223] \| |
| Arbitro:                                           | Jérôme Brisard |               |        |                                                              |

| Arbitro: | Ruddy Buquet |

|  |           |                                |
|  | Marcatori | 38’ Ferri 47’ Nordin 88’ Sacko |

| Arbitro: | Eric Wattellier |

|                              |           |            |
| David 51’ (rig.), 88’ (rig.) | Marcatori | 17’ Merlin |

| Arbitro: | Clément Turpin |

|            |           |  |
| Ganago 16’ | Marcatori |  |

### Coppa di Francia
| Arbitro: | Benoît Millot |

|  |           |                          |
|  | Marcatori | 29’ Mohamed 55’ Guessand |

| Arbitro: | Hakim Ben El Hadj |

|                                   |                      |                                        |
| Colin Koriche Gazagnes Didierjean | Tiri di rigore 2 – 4 | Guessand Hadjam Girotto Ganago Mohamed |

| Arbitro: | Benoît Bastien |

|                             |                      |                                   |
| Sima 6’                     | Marcatori            | 87’ Mollet                        |
| Salama Ghoulam Hunou Thioub | Tiri di rigore 2 – 4 | Delort Mohamed Mollet João Victor |

| Arbitro: | Clément Turpin |

|                               |           |            |
| Delort 31’ (rig.), 59’ (rig.) | Marcatori | 28’ Fofana |

| Arbitro: | Bastien Dechepy |

|          |           |  |
| Blas 57’ | Marcatori |  |

| Arbitro: | Benoît Millot |

|                 |           |                                               |
| Blas 75’ (rig.) | Marcatori | 4’, 10’ Costa 23’, 31’ Dallinga 79’ Aboukhlal |

### UEFA Europa League

#### Fase a gironi
| Arbitro: | Lechner |

|                            |           |                        |
| Mohamed 32’ Guessand 90+3’ | Marcatori | 50’ (aut.) Moutoussamy |

| Arbitro: | Jorgji |

|                                   |           |  |
| Owusu 60’ Zoubir 65’ Janković 72’ | Marcatori |  |

| Arbitro: | Nyberg |

|                      |           |  |
| Kyereh 48’ Grifo 72’ | Marcatori |  |

| Arbitro: | Fesnic |

|  |           |                                                       |
|  | Marcatori | 26’ Kübler 71’ Gregoritsch 82’ (aut.) Simon 87’ Jeong |

| Arbitro: | Kehlet |

|                       |           |                   |
| Blas 17’ Ganago 90+5’ | Marcatori | 56’ (rig.) Ozobić |

| Arbitro: | Bojko |

|  |           |                      |
|  | Marcatori | 79’ Mohamed 90’ Blas |

#### Fase a eliminazione diretta
| Arbitro: | João Pinheiro |

|              |           |          |
| Vlahović 13’ | Marcatori | 60’ Blas |

| Arbitro: | Sánchez Martínez |

|  |           |                              |
|  | Marcatori | 5’, 20’ (rig.), 78’ Di María |

### Supercoppa di Francia
| Arbitro: | Orel Grinfeld |

|                                              |           |  |
| Messi 22’ Neymar 45+5’, 82’ (rig.) Ramos 57’ | Marcatori |  |

## Statistiche

### Statistiche di squadra
Statistiche aggiornate al 3 giugno 2023.
| Competizione          | Punti | In casa | In casa | In casa | In casa | In casa | In casa | In trasferta | In trasferta | In trasferta | In trasferta | In trasferta | In trasferta | Totale | Totale | Totale | Totale | Totale | Totale | DR  |
| Competizione          | Punti | G       | V       | N       | P       | Gf      | Gs      | G            | V            | N            | P            | Gf           | Gs           | G      | V      | N      | P      | Gf     | Gs     | DR  |
| --------------------- | ----- | ------- | ------- | ------- | ------- | ------- | ------- | ------------ | ------------ | ------------ | ------------ | ------------ | ------------ | ------ | ------ | ------ | ------ | ------ | ------ | --- |
| Ligue 1               | 36    | 19      | 5       | 8       | 6       | 20      | 26      | 19           | 2            | 7            | 10           | 17           | 29           | 38     | 7      | 15     | 16     | 37     | 55     | -18 |
| Coppa di Francia      | -     | 3       | 2       | 0       | 1       | 4       | 6       | 3            | 1            | 2            | 0            | 3            | 1            | 6      | 3      | 2      | 1      | 7      | 7      | +0  |
| Europa League         | 9     | 4       | 2       | 0       | 2       | 4       | 9       | 4            | 1            | 1            | 2            | 3            | 6            | 8      | 3      | 1      | 4      | 7      | 15     | -8  |
| Supercoppa di Francia | -     | 0       | 0       | 0       | 0       | 0       | 0       | 0            | 0            | 0            | 0            | 0            | 0            | 1      | 0      | 0      | 1      | 0      | 4      | -4  |
| Totale                | -     | 26      | 9       | 8       | 9       | 28      | 39      | 26           | 4            | 10           | 12           | 24           | 35           | 53     | 13     | 18     | 22     | 51     | 81     | -30 |

### Andamento in campionato
| Giornata  | 1  | 2  | 3  | 4  | 5  | 6  | 7  | 8  | 9  | 10 | 11 | 12 | 13 | 14 | 15 | 16 | 17 | 18 | 19 | 20 | 21 | 22 | 23 | 24 | 25 | 26 | 27 | 28 | 29 | 30 | 31 | 32 | 33 | 34 | 35 | 36 | 37 | 38 |
| --------- | -- | -- | -- | -- | -- | -- | -- | -- | -- | -- | -- | -- | -- | -- | -- | -- | -- | -- | -- | -- | -- | -- | -- | -- | -- | -- | -- | -- | -- | -- | -- | -- | -- | -- | -- | -- | -- | -- |
| Luogo     | T  | C  | T  | C  | T  | C  | T  | C  | T  | T  | C  | T  | C  | T  | C  | T  | C  | C  | T  | T  | C  | T  | C  | T  | C  | T  | C  | T  | C  | C  | T  | C  | T  | C  | T  | C  | T  | C  |
| Risultato | N  | N  | P  | V  | N  | P  | P  | N  | P  | P  | V  | N  | N  | P  | N  | N  | V  | N  | V  | N  | P  | V  | V  | P  | P  | P  | N  | N  | P  | N  | P  | N  | P  | P  | N  | P  | P  | V  |
| Posizione | 12 | 13 | 15 | 11 | 10 | 13 | 15 | 15 | 16 | 19 | 14 | 14 | 15 | 16 | 15 | 16 | 14 | 14 | 13 | 13 | 13 | 13 | 13 | 13 | 13 | 14 | 14 | 14 | 14 | 14 | 15 | 16 | 17 | 17 | 17 | 17 | 17 | 16 |

Fonte: (FR) Tables - Ligue 1 Uber Eats, su ligue1.com. URL consultato il 3 giugno 2023.
Legenda:

Luogo: C = Casa; T = Trasferta. Risultato: V = Vittoria; N = Pareggio; P = Sconfitta.

### Statistiche dei giocatori
Sono in corsivo i calciatori che hanno lasciato la società a stagione in corso.
| Giocatore       | Ligue 1  | Ligue 1 | Ligue 1     | Ligue 1    | Coppa di Francia | Coppa di Francia | Coppa di Francia | Coppa di Francia | Europa League | Europa League | Europa League | Europa League | Supercoppa francese | Supercoppa francese | Supercoppa francese | Supercoppa francese | Totale   | Totale | Totale      | Totale     |
| Giocatore       | Presenze | Reti    | Ammonizioni | Espulsioni | Presenze         | Reti             | Ammonizioni      | Espulsioni       | Presenze      | Reti          | Ammonizioni   | Espulsioni    | Presenze            | Reti                | Ammonizioni         | Espulsioni          | Presenze | Reti   | Ammonizioni | Espulsioni |
| --------------- | -------- | ------- | ----------- | ---------- | ---------------- | ---------------- | ---------------- | ---------------- | ------------- | ------------- | ------------- | ------------- | ------------------- | ------------------- | ------------------- | ------------------- | -------- | ------ | ----------- | ---------- |
| M. Acapandié    | 0        | 0       | 0           | 0          | 1                | 0                | 0                | 0                | 0             | 0             | 0             | 0             | 0                   | 0                   | 0                   | 0                   | 1        | 0      | 0           | 0          |
| M. Achi         | 2        | 0       | 0           | 0          | 0                | 0                | 0                | 0                | 0             | 0             | 0             | 0             | 0                   | 0                   | 0                   | 0                   | 2        | 0      | 0           | 0          |
| J. Affamah      | 0        | 0       | 0           | 0          | 0                | 0                | 0                | 0                | 0             | 0             | 0             | 0             | 0                   | 0                   | 0                   | 0                   | 0        | 0      | 0           | 0          |
| D. Appiah       | 15       | 0       | 1           | 0          | 0                | 0                | 0                | 0                | 6             | 0             | 0             | 0             | 1                   | 0                   | 0                   | 0                   | 22       | 0      | 1           | 0          |
| S. Appuah       | 5        | 0       | 0           | 0          | 0                | 0                | 0                | 0                | 0             | 0             | 0             | 0             | 0                   | 0                   | 0                   | 0                   | 5        | 0      | 0           | 0          |
| K. Bamba        | 4        | 0       | 0           | 1          | 1                | 0                | 0                | 0                | 4             | 0             | 1             | 0             | 0                   | 0                   | 0                   | 0                   | 9        | 0      | 1           | 1          |
| L. Blas         | 37       | 7       | 6           | 0          | 5                | 2                | 0                | 0                | 8             | 3             | 1             | 0             | 1                   | 0                   | 0                   | 0                   | 51       | 12     | 7           | 0          |
| J. Castelletto  | 32       | 0       | 3           | 0          | 6                | 0                | 1                | 0                | 7             | 0             | 2             | 0             | 1                   | 0                   | 0                   | 1                   | 46       | 0      | 6           | 1          |
| F. Centonze     | 23       | 0       | 4           | 0          | 5                | 0                | 0                | 0                | 2             | 0             | 0             | 0             | 0                   | 0                   | 0                   | 0                   | 30       | 0      | 4           | 0          |
| P. Chirivella   | 26       | 0       | 1           | 0          | 1                | 0                | 0                | 0                | 8             | 0             | 1             | 0             | 1                   | 0                   | 0                   | 0                   | 36       | 0      | 2           | 0          |
| M. Coco         | 26       | 1       | 2           | 0          | 4                | 0                | 0                | 0                | 5             | 0             | 0             | 0             | 1                   | 0                   | 1                   | 0                   | 36       | 1      | 3           | 0          |
| S. Corchia      | 22       | 0       | 3           | 0          | 4                | 0                | 0                | 0                | 6             | 0             | 1             | 0             | 1                   | 0                   | 0                   | 0                   | 33       | 0      | 4           | 0          |
| A. Delort       | 12       | 0       | 0           | 0          | 4                | 2                | 0                | 0                | 1             | 0             | 0             | 0             | 0                   | 0                   | 0                   | 0                   | 17       | 2      | 0           | 0          |
| R. Descamps     | 1        | -1      | 1           | 0          | 5                | -2               | 1                | 0                | 0             | 0             | 0             | 0             | 0                   | 0                   | 0                   | 0                   | 6        | -3     | 2           | 0          |
| J. Diaz         | 0        | 0       | 0           | 0          | 1                | 0                | 0                | 0                | 0             | 0             | 0             | 0             | 0                   | 0                   | 0                   | 0                   | 1        | 0      | 0           | 0          |
| L. Doucet       | 9        | 0       | 0           | 0          | 2                | 0                | 0                | 0                | 0             | 0             | 0             | 0             | 0                   | 0                   | 0                   | 0                   | 11       | 0      | 0           | 0          |
| S. Eneme Bocari | 0        | 0       | 0           | 0          | -                | -                | -                | -                | -             | -             | -             | -             | -                   | -                   | -                   | -                   | 0        | 0      | 0           | 0          |
| Fábio           | 6        | 0       | 1           | 1          | 0                | 0                | 0                | 0                | 2             | 0             | 0             | 0             | 1                   | 0                   | 0                   | 0                   | 9        | 0      | 1           | 1          |
| I. Ganago       | 28       | 5       | 0           | 0          | 5                | 0                | 0                | 0                | 6             | 1             | 0             | 0             | 0                   | 0                   | 0                   | 0                   | 39       | 6      | 0           | 0          |
| A. Girotto      | 36       | 1       | 7           | 0          | 4                | 0                | 2                | 0                | 7             | 0             | 1             | 0             | 1                   | 0                   | 0                   | 0                   | 48       | 1      | 10          | 0          |
| E. Guessand     | 30       | 3       | 2           | 0          | 5                | 1                | 2                | 0                | 8             | 1             | 0             | 0             | 1                   | 0                   | 0                   | 0                   | 44       | 5      | 4           | 0          |
| J. Hadjam       | 13       | 0 (1)   | 1           | 0          | 2                | 0                | 1                | 0                | 0             | 0             | 0             | 0             | 1                   | 0                   | 0                   | 0                   | 16       | 0      | 2           | 0          |
| A. Lafont       | 37       | -54     | 1           | 1          | 2                | -5               | 0                | 0                | 8             | -15           | 1             | 0             | 1                   | -4                  | 0                   | 0                   | 48       | -78    | 2           | 1          |
| G. Manvelyan    | 0        | 0       | 0           | 0          | 0                | 0                | 0                | 0                | 0             | 0             | 0             | 0             | 0                   | 0                   | 0                   | 0                   | 0        | 0      | 0           | 0          |
| Q. Merlin       | 24       | 1       | 2           | 0          | 1                | 0                | 0                | 0                | 4             | 0             | 0             | 0             | 0                   | 0                   | 0                   | 0                   | 29       | 1      | 2           | 0          |
| M. Mohamed      | 36       | 8       | 1           | 0          | 6                | 1                | 0                | 0                | 8             | 2             | 2             | 0             | 1                   | 0                   | 0                   | 0                   | 51       | 11     | 3           | 0          |
| F. Mollet       | 19       | 1       | 3           | 0          | 5                | 1                | 0                | 0                | 2             | 0             | 0             | 0             | 1                   | 0                   | 0                   | 0                   | 27       | 2      | 3           | 0          |
| S. Moutoussamy  | 35       | 0       | 8           | 0          | 6                | 0                | 0                | 0                | 8             | 0 (1)         | 1             | 0             | 1                   | 0                   | 1                   | 0                   | 50       | 0      | 10          | 0          |
| B. Ndilu        | 0        | 0       | 0           | 0          | 0                | 0                | 0                | 0                | 0             | 0             | 0             | 0             | 0                   | 0                   | 0                   | 0                   | 0        | 0      | 0           | 0          |
| N. Pallois      | 26       | 1 (1)   | 2           | 1          | 3                | 0                | 1                | 0                | 7             | 0             | 1             | 1             | 1                   | 0                   | 0                   | 0                   | 37       | 1      | 4           | 2          |
| D. Petrić       | 0        | 0       | 0           | 0          | 0                | 0                | 0                | 0                | 0             | 0             | 0             | 0             | 0                   | 0                   | 0                   | 0                   | 0        | 0      | 0           | 0          |
| M. Simon        | 34       | 5       | 3           | 0          | 3                | 0                | 0                | 0                | 8             | 0 (1)         | 0             | 0             | 1                   | 0                   | 0                   | 0                   | 46       | 5      | 3           | 0          |
| M. Sissoko      | 30       | 2       | 3           | 0          | 5                | 0                | 0                | 0                | 8             | 0             | 1             | 0             | 1                   | 0                   | 0                   | 0                   | 44       | 2      | 4           | 0          |
| C. Traoré       | 12       | 0 (1)   | 2           | 0          | 1                | 0                | 1                | 0                | 2             | 0             | 1             | 0             | 0                   | 0                   | 0                   | 0                   | 15       | 0      | 4           | 0          |
| J. Victor       | 13       | 0 (1)   | 5           | 0          | 3                | 0                | 1                | 0                | 0             | 0             | 0             | 0             | 0                   | 0                   | 0                   | 0                   | 16       | 0      | 6           | 0          |
| R. Voisine      | 0        | 0       | 0           | 0          | 0                | 0                | 0                | 0                | 0             | 0             | 0             | 0             | 0                   | 0                   | 0                   | 0                   | 0        | 0      | 0           | 0          |
| S. Yépié Yépié  | 0        | 0       | 0           | 0          | 0                | 0                | 0                | 0                | 0             | 0             | 0             | 0             | 0                   | 0                   | 0                   | 0                   | 0        | 0      | 0           | 0          |
| N. Zézé         | 1        | 0       | 0           | 0          | 1                | 0                | 0                | 0                | 0             | 0             | 0             | 0             | 0                   | 0                   | 0                   | 0                   | 2        | 0      | 0           | 0          |

## Giovanili

### Organigramma
Organigramma societario tratto dal sito ufficiale.
Area direttiva
- Direttore del settore giovanile:Samuel Fenillat
- Responsabile amministrativo del centro di formazione: Christian Lastennet
- Responsabile della pre-formazione: Maxime Baty
- Team Manager: Nicolas Hubert
- Direttore della scuola calcio: Benjamin Blanchard

Area tecnica
- Allenatore Nantes 2: Sthépane Ziani
- Allenatore Under-19: Pierre Aristouy, poi Maxime Baty[273]
- Allenatore Under-17: Francis Liaigre
- Allenatore Under-16: Johann Sidaner
- Allenatore Under-15: Benjamin Blanchard
- Allenatore Under-14: Steeve Albert
- Allenatore dei portieri: Nassim Badri, Florian Touzet
- Preparatori atletici: Steve Marie, Nicolas Delieutraz, Julien Le Pape
- Videoanalista: Tristan Garreau

Area medica
- Medico sociale: Maxime Coutrel
- Fisioterapista: Daniel Besnard, Etienne Tourolle

### Piazzamenti
- Nantes 2:
  - Championnat National 2: 13º posto nel girone D.  Retrocesso in Championnat National 3.[274]
- Under-19:[275]
  - Campionato: Vincitore[276][277]
  - UEFA Youth League: Secondo turno[278]
- Under-18:
  - Coppa Gambardella: Quarti di finale[279]
- Under-17:[280]
  - Campionato: 2º posto nel Girone F[281]